# پاپ‌مترز
پاپ‌مترز (به انگلیسی: PopMatters) یک نشریه الکترونیکی بین‌المللی است که به انتشار مقاله، بررسی، مصاحبه در زمینه‌های موسیقی، فیلم، بازی ویدئویی، کتاب، سفر ،تئاتر ،ورزش، هنرهای تجسمی و اینترنت می‌پردازد و از سال ۱۹۹۹ توسط سارا زوپکو تأسیس شده‌است.